# Горшков Андрій Андрійович
Андрі́й Андрі́йович Горшко́в (*22 вересня (4 жовтня) 1898, Нікольське — † 12 квітня 1972, Київ) — український радянський учений у галузі ливарного виробництва, доктор технічних наук, професор. Член-кореспондент АН УРСР (обраний 23 січня 1957 року).

## Біографічні відомості
Народився 22 вересня (4 жовтня за новим стилем) 1898 року в селі Нікольському (нині Камишловського району Свердловської області Росії). 1926 року закінчив Уральський політехнічний інститут. У 1937–1957 роках викладав у ньому. Член КПРС з 1953 року. У 1958–1962 роках — перший директор Інституту ливарного виробництва АН УРСР.

Могила Андрія Горшкова

Помер в Києві 12 квітня 1972 року. Похований на Байковому кладовищі (ділянка № 33).

## Наукова діяльність
Створив курс «Теоретичні і технологічні основи ливарного виробництва» (1947). Удосконалив технологію виготовлення чавунних вагонних коліс, дослідлсував проблеми модифікування чавуну, використання бентонітів у формувальних сумішах тощо.

## Відзнаки
Лауреат Сталінської премії (за 1950 рік). Заслужений діяч науки і техніки УРСР (з 1969 року). Нагороджений орденом Леніна, орденом «Знак Пошани», медалями.